# Richia
Richia is een geslacht van vlinders van de familie Uilen (Noctuidae), uit de onderfamilie Noctuinae.

## Soorten
- R. acclivis Morrison, 1875
- R. agis Dyar, 1910
- R. albicosta Smith, 1888
- R. aphronus Dyar, 1910
- R. arabella Dyar, 1910
- R. capota Smith, 1908
- R. cofrensis Schaus, 1898
- R. cyminopristes Dyar, 1912
- R. chabaudana Dyar, 1914
- R. chortalis Harvey, 1875
- R. ebenea Draudt, 1924
- R. gracilior Draudt, 1924
- R. grotei Franclemont & Todd, 1983
- R. hahama Dyar, 1919
- R. herculeana Schaus, 1898
- R. incumbens Dyar, 1910
- R. kyune Barnes, 1904
- R. larga Smith, 1908
- R. limenia Druce, 1890
- R. lobato Barnes, 1904
- R. madida Guenée, 1852
- R. miniptica Dyar, 1927
- R. mizteca Schaus, 1894

- R. neoclivis Barnes & Benjamin, 1924
- R. olearia Hampson, 1918
- R. pampolycala Dyar, 1912
- R. parentalis Grote, 1879
- R. parsimonia Dyar, 1918
- R. perotensis Schaus, 1898
- R. proclivis Smith, 1887
- R. pyrsogramma Dyar, 1916
- R. richioides Dyar, 1912
- R. salina Barnes, 1904
- R. serana Smith, 1910
- R. socorro Barnes, 1904
- R. tetratopis Dyar, 1916
- R. timbor Dyar, 1919
- R. triphaenoides Dyar, 1912